# Программа VI Всемирного фестиваля молодёжи и студентов

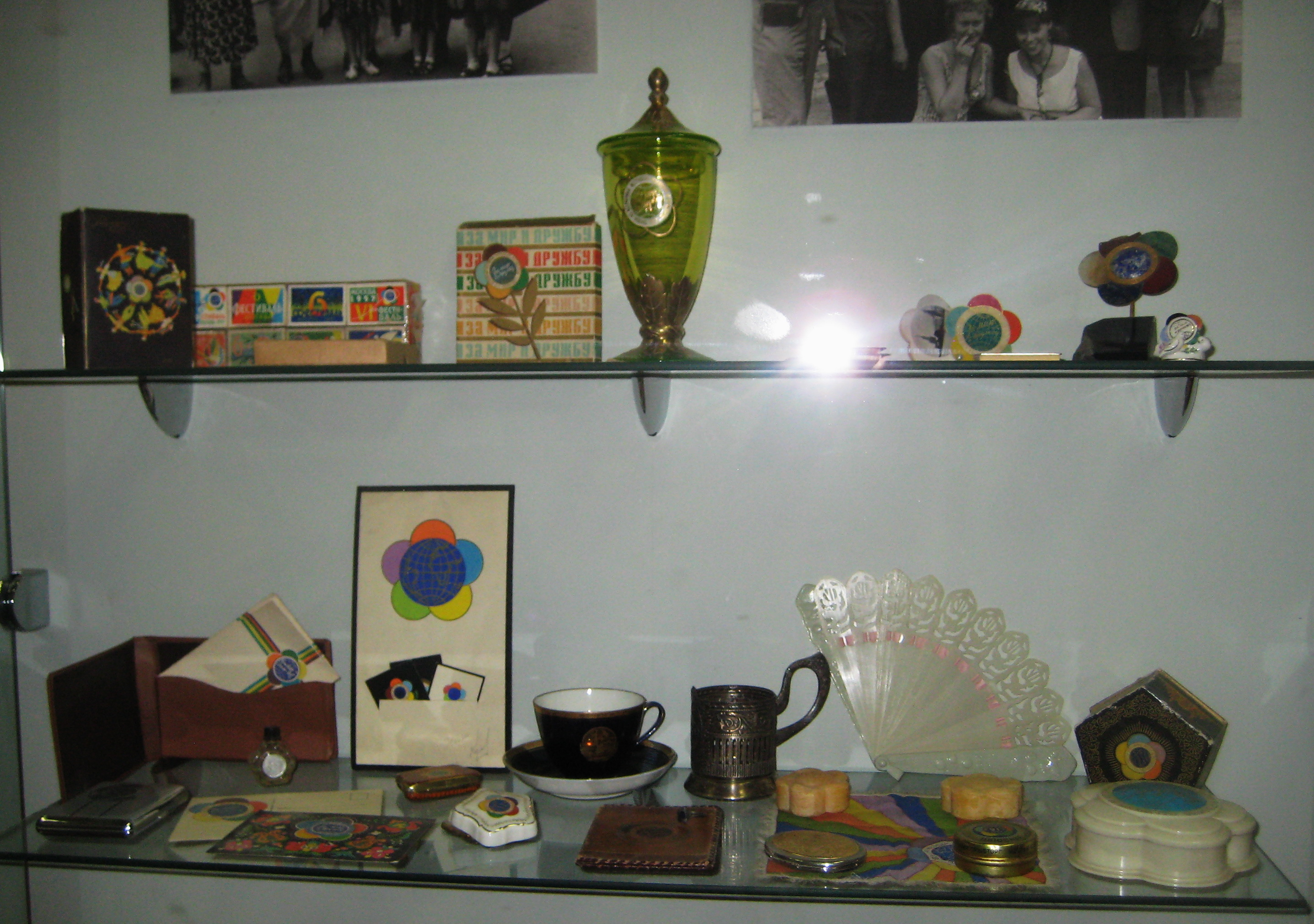
Сувенирная продукция с эмблемой 6 Международного фестиваля студентов и молодёжи в Москве. 1957. Из коллекции дочери К. М. Кузгинова — Л. К. Борисовой. Музей Москвы (Провиантские склады)

Официальные, культурные и спортивные мероприятия VI Всемирного фестиваля молодёжи и студентов, проходившего в Москве с 28 июля по 11 августа 1957 года.

## 1-й день (28 июля)
Открытие фестиваля:
- Торжественное шествие от Всесоюзной сельскохозяйственной выставки до Лужников.
- На Центральном стадионе им. В. И. Ленина с речами выступили представители разных стран. От Советского Союза молодёжь мира поприветствовал Председатель Президиума Верховного Совета СССР К. Е. Ворошилов[2].
- На церемонии открытия выступили советские спортсмены: 3200 юношей и девушек[3] из общества «Трудовые резервы», Ленинградского института им. Лесгафта и Московского института физической культуры. Завершилась церемония танцевальной сюитой «Цвети, наша молодость» с участием самодеятельных творческих коллективов союзных республик.

## 2-й день (29 июля)
- Открытие Международного студенческого клуба в МГУ.
- Утром в Большом зале Московской консерватории и в Колонном зале Дома союзов торжественное открытие международных художественных конкурсов. В Колонном зале с речью выступил член Международного комитета фестиваля Эктор дель Кампо Сильва (исп. Hector del Campo Silva), в консерватории — генеральный секретарь Всемирной федерации демократической молодёжи Жак Дени́ (фр. Jacques Denis)[2].
- В 11.00 в Библиотеке им. В. И. Ленина открылась филателистическая выставка (было представлено 400 стендов с марками из различных стран)[2].
- Открытие Международной выставки художественной фотографии в Московском Доме художника на Кузнецком Мосту. В ней приняли участие представители около 30 стран[2].
- Вечером открытие Международного клуба встреч в доме № 4 по Пушечной улице.
- Торжественный концерт советской делегации в Центральном театре Советской Армии.
- Концерт болгарской молодёжи в парке «Сокольники».
- Концерт молодёжи Египта и Румынии в Центральном парке культуры и отдыха им. Горького.
- Концерт молодежи Югославии в Большом зале Консерватории им. Чайковского.
- Концерты делегаций Венгрии, Индии, Чехословакии на эстрадных площадках ВСХВ.
- Международный концерт делегатов Венгрии, Кипра, КНДР, Уругвая утром на эстраде Пушкинской площади, вечером выступали художественные коллективы и исполнители ФРГ, Испании, Иордании, КНДР и СССР.
- Спектакль румынского театра кукол «Цэндэрикэ» (рум. Ţăndărică).
- Спектакль польского студенческого сатирического театра «Бим-бом».
- Спектакль драматического театра Аргентины.
- Цирковые представления артистов Польши, Китая, Болгарии, Чехословакии и других стран.
- В гостях у рабочих завода «Калибр» побывали представители финской молодёжной делегации, а на заводе «Каучук» — молодые французские химики.
- В Центральном Доме журналиста состоялась пресс-конференция румынской делегации.

## 3-й день (30 июля)
- Открытие Международной выставки изобразительного и прикладного искусства в Центральном парке культуры и отдыха им. Горького.
- Начало спортивных соревнований. На московских стадионах выступили легкоатлеты, теннисисты и волейболисты.
- В кинотеатре «Ударник» открылся Международный кинофестиваль. В его программе было представлено более 180 фильмов[4]), созданных молодыми кинематографистами из более чем 30 стран[5].
- В клубе на Берсеневской набережной состоялся вечер, посвящённый 10-й годовщине проведения I Всемирного фестиваля молодёжи и студентов.
- В Международном клубе встреч состоялась встреча, посвящённая 300-летию со дня опубликования в Амстердаме работ Яна Амоса Коменского.
- Открылись встречи по профессиям и увлечениям. На ВСХВ произошёл обмен опытом молодых крестьян, фермеров и арендаторов. В Доме учёных встретились фотолюбители, в Политехническом музее — радиолюбители, в Доме архитектора — кинолюбители, в Центральном аэроклубе имени Чкалова — авиамоделисты.
- В филиале Малого театра концерт делегатов Болгарии.
- В клубе «Луч» — концерт молодёжи Великобритании.
- В Театре Сатиры выступили финские артисты.
- Большой международный концерт с участием молодёжи Бельгии, Индии, Марокко, Чехословакии в Центральном парке культуры и отдыха им. Горького.
- В клубах, дворцах культуры и открытых эстрадах состоялось свыше 40[4] международных и национальных концертов.
- В парке «Сокольники» показали своё творчество делегаты Аргентины, Восточной Африки, Нидерландов, Франции.
- В МГУ окрылись международные семинары студентов сельскохозяйственных, кинематографических и экономических учебных заведений.
- В театрах своё искусство продемонстрировали драматические артисты Китая, Швеции и Чили.
- На встрече делегатов Болгарии и Великобритании приняло участие около 300 делегатов. Состоялся импровизированный концерт хора болгарских девушек и английского духового оркестра[4].

## 4-й день (31 июля)
- На стадионе «Динамо» прошло большое цирковое представление
- Продолжился обмен опытом молодых крестьян, фермеров и арендаторов, а также шахтёров, и рабочих кожевенной промышленности. Открылась встреча молодых железнодорожников и полиграфистов. На встречи по интересам вновь пришли кино-, фото- и радиолюбители. Руководители детских учреждений ряда стран обсудили вопросы воспитания.
- Состоялся показ торжественных национальных программ КНДР, Польши, ФРГ и Югославии.
- С национальными концертами на московских эстрадах, в парках и театрах выступили молодые исполнители Венгрии, Великобритании, Италии, Китая, Монголии, Румынии, Чехословакии, ГДР, Болгарии, Испании, СССР, Швеции, Нидерландов, Индонезии, Парагвая, Мексики, Норвегии, Финляндии, Франции, Албании, Египта, Мадагаскара.
- Продолжились международные художественные конкурсы. Молодые исполнители состязались в игре на фортепиано, смычковых, духовых и народных инструментах, пении и танцах.
- В Международном студенческом клубе состоялся концерт самодеятельности Чили, Западной Африки, Венгрии, Испании, Сирии и других стран. С большой программой выступил Ленинградский эстрадный оркестр.
- Для участников фестиваля московские театры показали несколько спектаклей.
- В Международном клубе встреч утром собрались представители различных молодёжных организаций и обсудили вопросы сотрудничества и защиты интересов молодёжи.
- В Загорске, в Троице-Сергиевской лавре встретились молодые христиане[5].
- На ВСХВ состоялась встреча американских и китайских делегаций. В заключение состоялся импровизированный концерт. Сначала китайские девушки спели несколько песен под аккомпанемент небольшого оркестра, а затем выступил американский джаз[5].
- Перед металлургами завода «Серп и молот» выступили участники украинской художественной группы. На завод также приехали делегаты из Финляндии, Индии, Великобритании, Франции, Сирии, ФРГ, Марокко.
- На летних площадках стадиона «Динамо» встретились волейболисты. Команда Италии выиграла у Австрии со счётом 3:0[5]. В Сокольниках соревновались баскетболисты Франции, Бельгии, Албании, СССР и других стран.

## 5-й день (1 августа)
- В Химках московская молодёжь вместе с гостями приняла участие в закладке «Парка дружбы»[6].
- Состоялся показ торжественных национальных программ ГДР (в Театре Советской Армии), Египта (в Театре им. Вахтангова), Румынии (в филиале Большого театра) и Финляндии (в Театре им. Станиславского и Немировича-Данченко).
- С национальными концертами выступили артистическая молодёжь Великобритании, Нидерландов, Китая, Албании, Монголии, Вьетнама, Индонезии, Норвегии, Болгарии, Бельгии, Дании, Исландии, Испании, Канады, Кипра, КНДР, Туниса, Чехословакии, Франции, Югославии, СССР и др. стран.
- Международные художественные конкурсы продолжились в Большом и Малом залах Московской консерватории, Октябрьском зале Дома союзов, Центральном доме работников искусства, Театре Ленинского комсомола, клубе МГУ, Доме кино, Концертном зале им. Чайковского.
- Открылась встреча молодых текстильщиков под девизом «Жить и работать в мире и дружбе»[6]. Молодые крестьяне, фермеры и арендаторы, полиграфисты и шахтёры провели заключительные заседания по обмену опытом.
- Продолжились международные художественные конкурсы (духовые инструменты, популярные песни, классическое пение и др.)
- В Международном студенческом клубе состоялась встреча делегатов с известными математиками на тему «Математика и её новейшее применение». С докладами выступили академики С. Л. Соболев и Н. Н. Боголюбов, которые рассказали о проблемах машинной математики, о технике будущего[6].
- В гости к обувщикам фабрики «Парижская коммуна» приехали работники обувной и кожевенной промышленности Италии, Франции, Чехословакии, ГДР, Финляндии, Венгрии, Болгарии, Монголии. Гости побывали в цехах, беседовали с рабочими. Во дворе фабрики состоялся митинг.
- В саду ВСХВ финская делегация приняла гостей из Польши.
- Открылся международный семинар студентов-юристов. Заседание открыл секретарь Международного союза студентов Александр Янков. От имени советских студентов и преподавателей-юристов участников семинара проветствовал декан юрфака МГУ Д. С. Карев. Первый день был посвящён обсуждению принципов международного права, зафиксированных в Уставе ООН[6].
- Состоялись соревнования по баскетболу, вольной борьбе, плаванию, настольному теннису и др.
- В 10 часов был дан старт велогонкам по Куркинской кольцевой трассе. Лучшее время показали спортсмены Ленинградского текстильного института, прошедшие 99,2 км за 2 часа 31 минуту 58 секунд[6].

## 6-й день (2 августа)
- Центральным событием стал вечер солидарности с молодёжью колониальных стран в парке Останкино
- Делегаты Болгарии, Великобритании, Италии, Чёрной Африки и других стран обсудили проблемы профессионального образования. Заместитель директора Московского ТУ № 9 Соловьёв познакомил их с историей развития учебных учреждений трудовых резервов[7].
- Продолжился показ торжественных национальных программ: в Театре им. Вахтангова выступили молодые артисты Албании, в филиале Большого Театра — артисты Болгарии, в Театре им. Станиславского и Немировича-Данченко — артисты Италии, в Центральном детском театре — артисты Вьетнама.
- Открылся международный семинар студентов-филологов. Собравшихся приветствовал писатель Константин Федин[7]. Основной темой обсуждения были традиции и новаторство в литературе.
- В Центральном Доме журналиста открылась встреча молодых журналистов, где собрались представители газет, радио и телекомпаний различных направлений.
- Состоялась встреча художников арабских стран и СССР. Гости осмотрели выставку произведений художника-полярника Игоря Рубана[7].
- Продолжились национальные концерты молодых исполнителей Китая, Великобритании, Чехословакии, Румынии, Нидерландов, Франции, Венгрии, Мексики и других стран.

## 7-й день (3 августа)
- В Кремле состоялся Бал участников, на котором до поздней ночи веселились тысячи юношей и девушек[8].
- На стадионе «Динамо» выступили мастера советского балета, в том числе Алла Осипенко и Александр Грибов[8].
- В Доме учёных встреча молодёжи стран Арабского Востока.
- Открылся международный семинар с участием около трёхсот студентов технических вузов. С докладами выступили советские профессора Т. Л. Золотарёв и Г. А. Шаумян, профессор из КНР Ши Цзи-ян[8] и другие.
- Состоялись встречи молодых учителей, докеров, служащих почты, телеграфа и телефона, сельскохозяйственных рабочих, строителей, текстильщиков и журналистов.
- Торжественные национальные программы показали молодые исполнители РСФСР (в Театре Советской Армии), Мексики (в Центральном детском театре) и Японии (в Театре им. Вахтангова)
- С национальными концертами в клубах, театрах и на эстрадах выступила молодёжь Китая, Польши, Великобритании, Франции, Бельгии, Швейцарии, Алжира.
- В Международном клубе встреч состоялся вечер, посвящённый шведскому естествоиспытателю Карлу Линнею.
- На ВСХВ состоялось более 30 встреч различных делегаций
- На семинаре киноработников состоялся обмен мнениями по проблемам правды в искусстве, типичного и случайного развития техники кино. Подводя итоги конкурса художественных, научно-популярных и хроникальных фильмов, состоявшегося во время семинара, почётный председатель жюри — ректор Пражской академии музыкальной культуры профессор А. Броусил отметил быстрый рост молодых талантов кинематографии не только Европы и Америки, но и многих азиатских стран[8].
- Группа австрийских делегатов побывала в Институте хурургии Академии медицинских наук СССР, где наблюдала за операциями, которые проводили профессора А. А. Вишневский и Н. И. Краковский[8].

## 8-й день (4 августа)
- В Кремле состоялся второй Бал участников, а на стадионе «Динамо», как и накануне, выступали артисты балета. Исполнялись сцены и фрагменты из произведений русских и зарубежных композиторов[9].
- Искусство народов Востока показали делегации Алжира, Египта, Иордании, Ирака, Ливана, Марокко, Сирии, Судана, Туниса и других арабских стран. Состоялись концерты французской, чехословацкой, монгольской, голландской делегаций[9].
- В Доме архитектора открылся международный семинар студентов архитектурных и строительных учебных заведений. Тема дня «Город и жилище»[9].
- Продолжилась встреча молодых учителей. В дискуссии, посвящённой вопросам образования и воспитания подрастающего поколения, подготовки преподавательских кадров, положения учителя, охраны здоровья детей, приняли участие представители Великобритании, Франции, Японии, СССР, Нидерландов, Венгрии, Италии и ряда других стран
- Открывшая в этот день международная встреча артистов была посвящена обсуждению значения искусства в воспитании молодёжи, проблемам расширения и укрепления культурных связей между странами

## 9-й день (5 августа)
- В честь фестиваля Советское правительство устроило торжественный приём, на котором присутствовало около 4000 человек. Советское руководство представляли Н.С. Хрущёв, Н.И. Беляев, Н.А. Булганин, Г.К. Жуков, О.В. Куусинен, А.И. Микоян, Е.А. Фурцева, П.Н. Поспелов, А.Н. Косыгин, М.Г. Первухин. От имени советской молодёжи выступил секретарь ЦК ВЛКСМ А.Н. Шелепин[10].
- День был посвящён девушкам мира. Девушки из многих стран собрались в Театре Советской Армии, Центральном доме Советской Армии и его парке, где состоялся бал и концерт.
- В ЦДРИ состоялся вечер памяти, посвящённый 900-летию со дня смерти сирийского философа и поэта Аль-Маарри[10]
- Состоялись встречи молодых рабочих энергетической и электротехнической промышленности, рабочих лесной промышленности, а также металлургов и машиностроителей
- В 15 кинотеатрах продолжилась демонстрация фильмов в рамках Международного кинофестиваля[10]
- Продолжились семинары студентов архитектурных и строительных вузов, а также технических институтов. Завершился семинар будущих педагогов. Открылся международный семинар студентов по вопросам использования атомной энергии в мирных целях
- В Международном студенческом кубе началась дискуссия о роли студентов в борьбе против колониализма

## 10-й день (6 августа)
- На Манежной площади и близлежащих улицах состоялась грандиозная манифестация за мир и дружбу[11]
- Продолжились и открылись новые встречи по профессиям. Своим опытом поделились молодые энергетики, работники пищевой промышленности, моряки и рыбаки. В Политехническом музее состоялась встреча металлургов и машиностроителей. В Доме научно-технической пропаганды открылась встреча молодых химиков
- В Доме архитектора собрались живописцы, скульпторы, графики, искусствоведы. Большинство молодых художников отмечало, что «абстрактное искусство не имеет будущего, чуждо и непонятно народу»[11].
- Советские юноши и девушки встретились с индийской молодёжью. В клубе завода имени Владимира Ильича в гостях у молодых рабочих предприятия побывали гости из Дании
- В Центральном Доме литераторов прошли беседы, дискуссии о литературе. На книжной выставке было представлено около 1500 книг советских писателей[11]
- В совещании о песне приняли участие Японии, Франции, ФРГ, СССР, Великобритании и других стран. Участники договорились об установлении контактов между хорами, обменялись нотами и музыкальными изданиями
- Более 400 юношей и девушек из разных стран собрались на встречу против подготовки атомной войны и «потребовали запрещения атомного и водородного оружия»[11]. Состоялась демонстрация японского фильма о Хиросиме
- Около ста девушек Франции побывали на 85-м километре Минского шоссе, где установлен памятник Зое Космодемьянской и возложили к нему венки

## 11-й день (7 августа)
- Сотни молодых работников сельского хозяйства участвовали в международном вечере на Всесоюзной сельскохозяйственной выставке
- На Ленинских горах состоялся бал-карнавал студентов[12]
- Продолжился творческий разговор молодых художников, начатый накануне. В дискуссии приняло участие 27 ораторов из 15 стран мира[12]
- В Международном студенческом клубе прошли занятия семинара студентов, изучающих философию. По вопросу, возможно ли предвидеть пути развития человеческого общества, высказались сторонники разных направлений. Состоялась встреча с писателем Ильёй Эренбургом на тему «Студенты и мировая культура»[12]